# Batalla de Rubinat
La batalla de Rubinat fou un dels combats de la Guerra Civil Catalana.

## Antecedents
El 24 d'abril, el Consell del Principat va aixecar una host de 300 cavallers amb 100 llances i un miler d'infants comandada per Hug Roger III de Pallars Sobirà per combatre els pagesos, i la reina va decretar immediatament la seva il·legalitat, mentre els diputats i el Consell prohibiren la publicació de la crida reial. Les autoritats locals que fer doncs les dues autoritats eren legítimes però les ordres contradictòries i els primers atacs foren de les tropes remences de Francesc de Verntallat a Castellfollit de la Roca el 1462, mentre que els revoltats l'assetjaven la Força Vella de Girona, on s'havien refugiat Joana Enríquez i el príncep Ferran.
El rei veient la situació va penetrar al Principat sense permís del Consell del Principat, instal·lant la seva base d'operacions a Balaguer i iniciant les operacions per prendre Tàrrega.

## Batalla
La Host del Consell del Principat i el castlà de Cervera, amb gent de la Segarra i l'Urgell van reunir-se a Lleida per acudir a l'encontre de Joan el Gran, qui a la vegada va enviar el seu exèrcit a Balaguer, comandat pel seu fill il·legítim Joan d'Aragó, l'arquebisbe de Saragossa.
Vuitanta genets de Joan van fer una ràtzia per Cervera enduent-se nombrosos animals i un nombrós contingent català els sortí a l'encontre, i aconseguiren refugiar-se al castell de Rubinat, on quedaren assetjats i acudiren més homes. Per salvar als assetjats Joan va enviar quatre-cents homes a cavall i cinc-cents peons combatent els exèrcits a Rubinat del 21 i el 22 de juliol de 1462.
Joan Aimeric obrí les portes de la vila i els reialistes van llançar-se sobre les forces del Principat. El rei Joan II capturà els principals caps de l'oposició, entre ells Roger d'Erill i Jofre de Castre Pinós, que morien executats el 1463.

## Conseqüències
Tàrrega caigué en mans reialistes a finals de juliol, i el Consell del Principat, veient que una república sense suport extern era inviable, comença a oferir el Principat a candidats que, 50 anys després del Compromís de Casp, tenen ni que sigui molt indirectament, algun dret a regnar Catalunya. En 1462, es va proposar nomenar comte de Barcelona al rei Enric IV de Castella, que a part dels seus drets al tron, podia comptar amb l'ajuda dels beamontesos navarresos, enemics de Joan el Gran i de Gastó IV de Foix.